# تل أبو جدحة
تل أبو جدحة أو كما تعرف محليّاً طيارة قرية سوريّة تتبع إداريّاً لمحافظة حلب منطقة منبج ناحية أبو كهف، بلغ تعداد سكانها 598 نسمة حسب التعداد السكاني لعام 2004.